# Julbernardia magnistipulata
Julbernardia magnistipulata là một loài rau đậu thuộc họ Fabaceae.
Loài này có ở Kenya và Tanzania.